# Фуникулёр санатория «Сочинский»
Фуникулёр связывает здания санатория «Сочинский» в городе Сочи
(филиал «Санаторий „Сочинский“» ФГКУ «СКК „Сочинский“» МО РФ,
бывший Центральный военный санаторий Министерства обороны СССР им. Ворошилова) c пляжем на берегу Чёрного моря. Фуникулёр не выполняет функций общественного транспорта, так как работает только для отдыхающих санатория.

## История
Фуникулёр введён в эксплуатацию в 1934 году.
В 2002 году по техническим причинам работа фуникулёра была прекращена. В 2012 началась капитальная реконструкция линии. Работы велись компаниями Garaventa и «СКАДО», входящиями в
группу Доппельмайр/Гаравента.
Для реконструированного фуникулёра были поставлены вагоны фирмы CWA Constructions (также группы Доппельмайр/Гаравента). На территории санатория был сооружён разводной пешеходный мост через пути фуникулёра.
1 сентября 2015 года реконструированный фуникулёр был снова открыт для отдыхающих санатория.

## Описание
Линия однопутная с разъездом посередине (под путепроводом Курортного проспекта), используются два вагона Dopelmayr/CWA.
В каждом вагоне: 28 мест для сидения и 32 стоячих.
На разъезде устроена промежуточная остановка и стоянка для обоих вагонов фуникулёра. Стоянка находится прямо под мостом и закрывается с обеих сторон воротами, полностью ограничивая доступ к вагонам во время их отстоя. Электропитание вагонов — от аккумуляторов, которые заряжаются на конечных станциях и на стоянке.
Основные технические данные:
- Длина пути: 395 м
- Перепад высот: 88 м
- Скорость: 5 м/с
- Пропускная способность: 1200 чел./ч